# كوكي (سايتاما)
مدينة كوكي (بالإنجليزية: Kuki)‏ هي أحد المدن التابعة لمحافظة سايتاما. تأسست رسميًا في 01/10/1971. ويقدر عدد سكانها بـ 71667 نسمة حسب تقدير مكتب الإحصاء الياباني لعام 2012. تبلغ مساحة كوكي 25.35 كم2. بكثافة سكانية تبلغ 2827 نسمة/كم2.

## أعلام
- كازوتو إيشيدا